# Acheron Fossae
Acheron Fossae és una depressió al quadrangle Diacria de Mart. La seva ubicació està centrada en 38.5° latitud Nord i 135.87° longitud Oest. Té 718 km de llarg. El canal ha presentat activitat tectònica intensiva antigament.

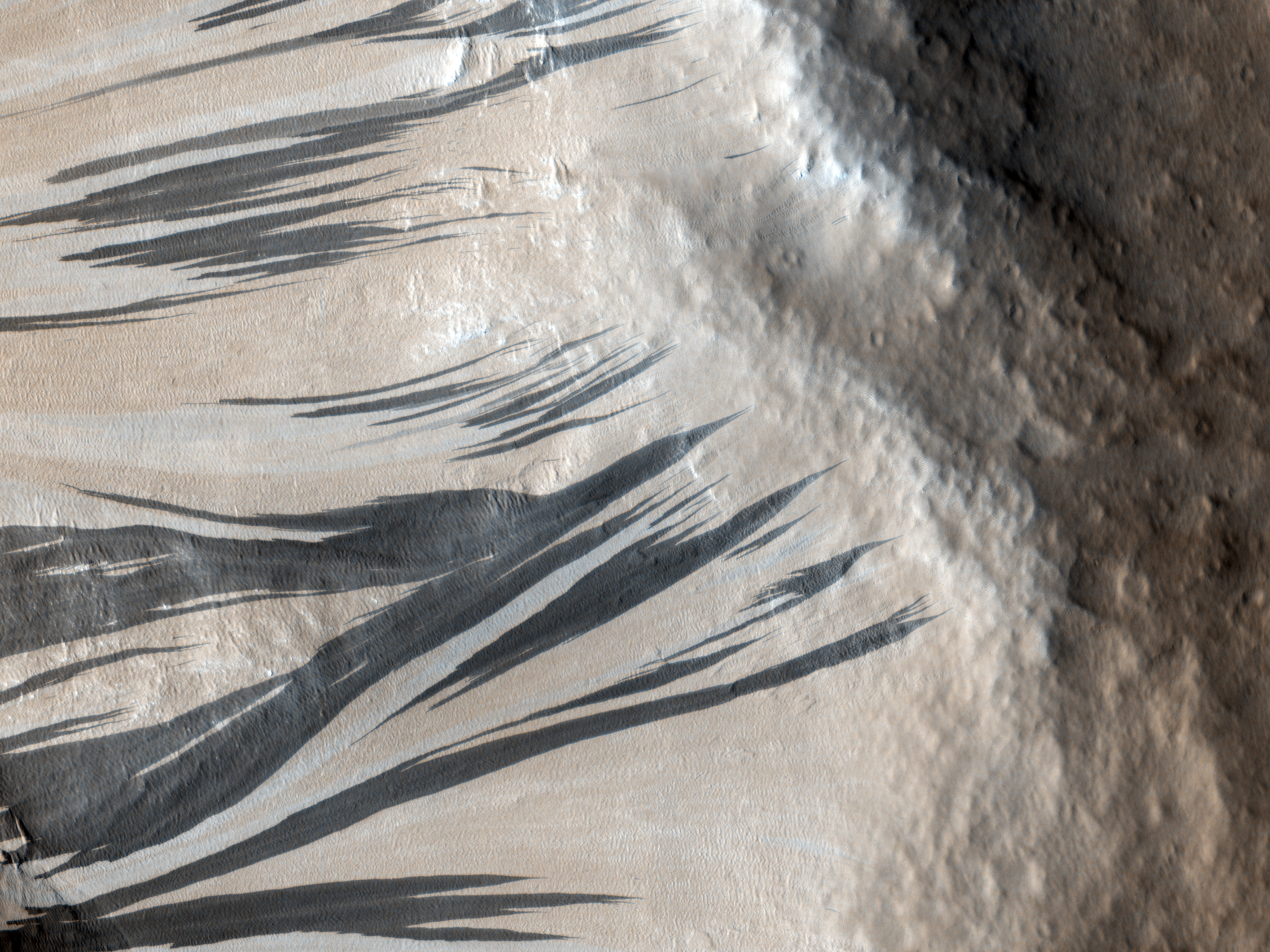
Vetes en un vessant d'Acheron Fossae